# Chen Menglei
Chen Menglei (陳夢雷) (Fuzhou, 1650 o 1651 - 1741) fue un enciclopedista chino.
Fue el primer director de la enciclopedia Gujin tushu jicheng (古今圖書集成), seguido por Jiang Tingxi (蔣廷錫), y publicada en 1726.
- Datos: Q2962596
- Multimedia: Chen Menglei / Q2962596